# Хаджиев, Жанат Аубакирович
Жанат Аубакирович Хаджиев (каз. Жанат Әубәкірұлы Хаджиев; 1 мая 1949, Карасайский район, Алматинская область, КазССР, СССР — 9 апреля 2017, Алма-Ата) — советский и казахский актёр, театральный режиссёр

, театральный педагог, профессор. Заслуженный деятель Казахстана (2003), лауреат независимой премии «Тарлан» (2004).
Жена — Рашида Хаджиева, актриса и педагог. Заслуженная артистка Казахской ССР.

## Биография
Родился 1 мая 1949 года в Шамалгане Карасайского района Алматинской области.
В 1972 году окончил актерский факультет театрального училища имени М. С. Щепкина при Московском Государственном академическом Малом театре.
В 1980 году окончил режиссерский факультет Алма-Атинского государственного театрально-художественного института по специальности режиссёр.
С 1972 по 1979 год — актёр Тургайского областного казахского музыкально-драматического театра.
С 1979 по 1982 год — режиссёр-постановщик киностудии «Казахфильм».
С 1989 по 1999 год — главный режиссёр-постановщик Тургайского областного казахского музыкально-драматического театра.
С 1999 по 2017 год — режиссёр-постановщик Казахского Государственного академического театра для детей и юношества имени Габита Мусрепова.
С 2000 по 2017 год — преподаватель, старший преподаватель, доцент, профессор (с 2009) Казахской Национальной академии искусств им. Т. Жургенова.

## Избранные постановки
1. каз. «Қыз махаббаты» авт. Аким Тарази
2. каз. «Жақсы кісі» авт. Аким Тарази
3. каз. «Қыз Жібек» авт. Габит Мусрепов
4. каз. «Қозы Көрпеш-Баян сұлу» авт. Габит Мусрепов
5. каз. «Ақан сері – Ақтоқты» авт. Габит Мусрепов
6. каз. «АНТ» авт. Ахтанов, Тахави
7. каз. «Күшік күйеу» авт. Ахтанов, Тахави
8. каз. «Қорқыттың көрі» авт. Иран-Гайып
9. каз. «Исатай-Махамбет» авт. Ильяс Джансугуров
10. каз. «Тұрымтайдай ұл еді...» авт. Сакен Жунусов
11. каз. «Телғара» авт. Мухтар Ауэзов
12. каз.  «Супер Серкеш» авт. Баянгали Алимжанов
13. каз. «Цилиндр» авт. Де Филиппо, Эдуардо
14. каз. «Маугли» авт. Редьярд Киплинг

## Награды и звания
- 1980 — Почётная грамота Верховного Совета Казахской ССР
- 2003 — Независимая премия «Тарлан» в номинации «ЗА ВКЛАД»
- 2003 — Қазақстанның еңбек сіңірген қайраткері (Заслуженный деятель Казахстана) — за большой вклад в развитие казахского театрального искусства.[1]
- 2007 — Государственная стипендия Республики Казахстан в области культуры.[2]
- 2009 — Профессор искусствоведения
- 2015 — Медаль «Ветеран труда Казахстана»
- 2016 — Медаль «25 лет независимости Республики Казахстан»
- Награждён Орденом «Курмет» (Почёта) — за большой вклад в развитие отечественной культуры и искусства, многолетнюю плодотворную деятельность.